# Сулима, Леон
Леон Сулима (пол. Leon Sulima; 22 марта 1926, Вежховиска-Други — 10 апреля 2016, Варшава) — польский военачальник времён ПНР, генерал бригады Народного Войска Польского. Занимал различные командные и штабные посты. В период военного положения — комиссар WRON в Краковском воеводстве.

## Военная служба
Родился в сельской семье. Среднее образование получил во время немецкой оккупации. В 1944 добровольно поступил рядовым в резервный артиллерийский полк, дислоцированный на Люблинщине во Влодаве. В 1945—1947 — курсант Офицерской школы артиллерии. В 1947 Леон Сулима в звании подпоручика — командир штабного взвода артиллерийского полка в Ольштыне.
В 1949—1951 — начальник штаба артиллерийского дивизиона в Торуни. С 1951 по 1953 капитан Сулима — командир ракетно-артиллерийского дивизиона под Губиным. С 1953 — старший помощник начальника штаба Силезского военного округа. После обучения на высших артиллерийских курсах Академии генштаба в 1958 подполковника Сулима назначен в Артиллерийский штаб Народного Войска Польского (LWP).
В 1963 окончил Военную артиллерийскую командную академию в Ленинграде. Продолжал службу в артиллерии LWP. В 1968 произведён в полковники. В 1969—1971 обучался в Москве в Военная академия имени Ворошилова. Вернувшись в ПНР, направлен в Быдгощ на должность заместителя командующего ракетными войсками и артиллерией Поморского военного округа.
В 1973 полковник Сулима назначен командующим 2-й Поморской артиллерийской бригады в Хощно. На вооружении бригады состояли советские ракетные комплексы R-170 и R-300, учебные стрельбы проводились в СССР, предполагалась поставка с советских складов ядерных и химических боеголовок. В 1974—1976 Сулима — начальник разведки штаба ракетных войск и артиллерии в Варшаве. В 1976 назначен начальником Топографической службы Генштаба LWP. С 1978 — генерал бригады.

## Краковский комиссар
Леон Сулима состоял в правящей компартии ПОРП. Партийных постов он не занимал, но вполне разделял характерные для генералитета ПНР позиции «партийного бетона». Был сторонником жёсткого политического курса, враждебно относился к профсоюзу Солидарность, решительно поддержал введение военного положения 13 декабря 1981. Военный совет национального спасения (WRON) генерала Ярузельского рассылал военных комиссаров в регионы, на предприятия и в учреждения. Комиссары наделялись чрезвычайной властью, превосходящей партийную. Генерал Сулима был направлен комиссаром WRON в Краковское городское воеводство.
Утром 13 декабря Сулима явился в здание Краковского комитета ПОРП. Он сообщил воеводскому первому секретарю Кристину Домброве, другим руководителям партийного комитета и региональной администрации о своих полномочиях военного комиссара и представителя Комитета национальной обороны. Президенту (мэру) Кракова Тадеушу Сальве Сулима предписал подготовить помещения для военной канцелярии, жильё и питание для офицеров комиссарской свиты. В комитете Домбровы, который считался «либеральным», воцарилось мрачно-подавленное настроение. Секретарь по пропаганде Ян Бронек вспоминал, что функционеры ожидали роспуска ПОРП.
Генерал Сулима был одним из руководителей подавления протестов краковской «Солидарности». От его имени выдвигался ультиматум бастующим металлургам Нова-Хуты. Подчинённые ему армейские части участвовали в разгоне уличных демонстраций. Только их вмешательство позволило разогнать уличные демонстрации после убийства Богдана Влосика (милиция полковника Тшибиньского и госбезопасность полковника Дзяловского не смогли справиться с этой задачей). Управление регионом осуществлялось через Воеводский комитет обороны (WKO). Формально председателем WKO был новый партийный секретарь Юзеф Гаевич, реально руководили Сулима и Тшибиньский.

## Завершение и кончина
После отмены военного положения в 1983 генерал Сулима продолжил службу в Варшаве. Занимал пост заместителя начальника секретариата Комитета национальной обороны (начальником секретариата являлся генерал Тучапский, один из ближайших сподвижников Ярузельского). Оставался в этой должности до ноября 1990. В отставку Леон Сулима вышел уже после победы «Солидарности».
Проживал в Варшаве на пенсии. Был женат, имел двух сыновей. Похоронен на кладбище Воинские Повонзки вместе с женой Ядвигой.